# Yixin

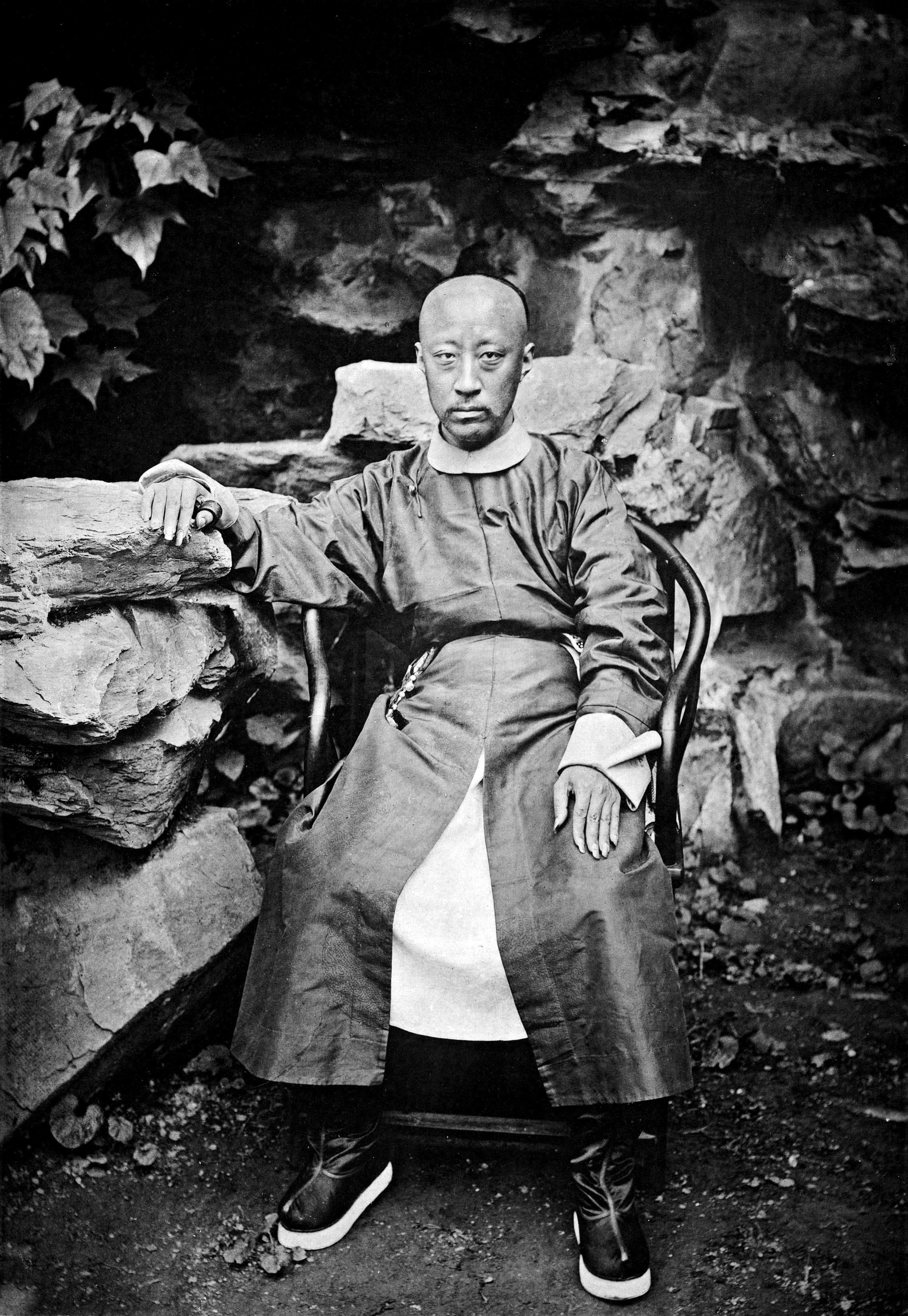
Prinz Gong (1872)

Prinz Gong (Àixīnjuéluó Yìxīn, genannt „Erster Prinz Gong“) (* 11. Januar 1833 in Peking; † 29. Mai 1898 ebenda) war der sechste Sohn des chinesischen Kaisers Daoguang. Seine Mutter war eine Konkubine zweiter Klasse, die später mit dem Titel Kaiserin Yia Jingcheng geehrt wurde. Er war der jüngere Halbbruder des Kaisers Xianfeng und der ältere Halbbruder von Prinz Chun I.
Prinz Gong war einer der engsten Vertrauten der Kaiserinwitwen Cixi und Ci’an und mit ihnen Regent des jugendlichen Kaisers Tongzhi. Nach der Absetzung und Hinrichtung des früheren Regenten Sushun, an der Gong intensiv mitwirkte, überließen Cixi und Ci’an ihm wesentlichen Einfluss auf die kaiserliche Politik. Nachdem Kaiser Tongzhi unerwartet im Alter von nur 18 Jahren gestorben war, wollte Ci’an einen Sohn Gongs zum neuen Kaiser erheben lassen, doch unterband dies die Mitregentin Cixi. Stattdessen wurde der Sohn seines jüngeren Halbbruders unter dem Namen Guangxu neuer Kaiser. Prinz Gong geriet 1880 in endgültigen Konflikt mit Cixi und wurde entlassen, da er sie beleidigt haben soll. 1891 rief sie ihn nach dem Tod von Prinz Chun I. zurück in die Politik.